# DASA
DASA was een luchtvaartonderdeel van Daimler-Benz AG (later DaimlerChrysler) sinds 1989. In juli 2000 fuseerde DASA samen met Aérospatiale-Matra en Construcciones Aeronáuticas (CASA) tot EADS.

## Geschiedenis
DASA werd opgericht als Deutsche Aerospace AG op 19 mei 1989 door een fusie van Daimler-Benz' luchtvaartbedrijven (MTU, Dornier en twee divisies van AEG). in juli 1989 fuseerden de twee AEG-divisies binnen Deutsche Aerospace in Telefunken Systemtechnik (TST). In december 1989 kocht Daimler-Benz Messerschmitt-Bölkow-Blohm (MBB), en voegde deze activiteit bij DASA.
In maart 1990 lanceerde Daimler-Benz een grootscheepse herstructurering van de nieuwe groep. Hierdoor werden alle onderdelen verdeeld over nieuwe productgroepen: Aircraft, Space Systems, Defense en Civil Systems/Propulsion. Enkele bedrijven bleven onder hun eigen naam bestaan, maar tegen 1992 waren ze vrijwel allemaal volledig geïntegreerd. In 1992 werd de helikopterdivisie samengevoegd met de helikopterdivisie van Aérospatiale tot Eurocopter Group. Op 30 oktober van dat jaar werd, na jarenlange onderhandelingen, een principe-akkoord tussen Fokker en DASA ondertekend.
Op 1 januari 1995 veranderde het bedrijf zijn naam in Daimler-Benz Aerospace AG. Na de fusie van Daimler-Benz met de Chrysler Corporation in 1998 werd het bedrijf omgedoopt in DaimlerChrysler Aerospace AG op 7 november.

### Overgang naar EADS
Defensieconsolidatie werd een belangrijk onderwerp in 1998, met verscheidene berichten over fusies van Europese defensie bedrijven - voornamelijk met elkaar, maar ook met Amerikaanse bedrijven. Velen dachten dat DASA zou gaan fuseren met British Aerospace (BAe) om zo een Europese luchtvaartgigant te worden. BAe koos er echter voor om samen te gaan met de defence electronics divisie  van GEC, Marconi Electronic Systems. Deze zet, het maken van UK-bedrijf in plaats van een Anglo-Germaans bedrijf, maakte het waarschijnlijker meer houvast te krijgen op de Amerikaanse markt.
Op 10 juli 2000 fuseerde DASA (exclusief MTU) met Aerospatiale-Matra uit Frankrijk en Construcciones Aeronáuticas (CASA) uit Spanje en vormden samen European Aeronautics Defence and Space Company (EADS). Het voormalige DASA ging verder als EADS Germany. Het moederbedrijf DaimlerChrysler had na deze transactie ongeveer een derde van alle aandelen EADS in handen. Sinds 2012 heeft de automobielbedrijf de aandelen in EADS in diverse transacties afgestoten. In april 2013 werd het laatste belang van 7,5% in EADS verkocht voor 2,2 miljard euro.

## Projecten
In 1993 werd Mig Aircraft Support GmbH opgericht, waarin DASA een aandeel van 50% had. Het bedrijf had als taak de 24 MiG-29's te upgraden tot NAVO-standaarden. Deze vliegtuigen waren bij de Luftwaffe gekomen na de Duitse hereniging.
Als onderdeel van het Eurofighter-consortium bouwde DASA de middensecties van de romp van alle onderzoeksvliegtuigen (DA), te beginnen met de DA1, welke zijn eerste vlucht maakte vanaf DASA's machinefabriek in maart 1994. DASA was ook verantwoordelijk voor de mid life upgrade (MLU) van de Duitse vloot Panavia Tornado's, hetzelfde als de GR4-update van de RAF.
DASA werd een expert op het gebied van upgraden van geallieerde vliegtuigen, waaronder ook de F-4 Phantom en de E-3 Sentry.